# 이예원 (정치인)
이예원(Ye-One Rhie, 1987년 8월 29일~)은 독일의 한국계 여성 정치인이다.